# Dhuizon
Dhuizon – miejscowość i gmina we Francji, w Regionie Centralnym, w departamencie Loir-et-Cher.
Według danych na rok 1990 gminę zamieszkiwało 1100 osób, a gęstość zaludnienia wynosiła 25 osób/km² (wśród 1842 gmin Centre, Dhuizon plasuje się na 356. miejscu pod względem liczby ludności, natomiast pod względem powierzchni na miejscu 131.).